# Zob Ahan Isfahan
Der Zob Ahan Football Club (persisch باشگاه فوتبال ذوب ‌آهن) ist ein iranischer Fußballverein aus Isfahan. Aktuell, Stand Oktober 2024, spielt der Verein in der ersten Liga, der Persian Gulf Pro League. 

## Geschichte
1969 wurde der Zob Ahan Football Club durch Mohammad Ali Taghizadeh Farahmand gegründet. Eigentümer und Hauptsponsor des Vereins ist der örtliche Stahlkonzern Esfahan Steel Company. Zob Ahan  gilt seit Gründung als der reiche Klub Isfahans. Der Fußballklub verpflichtete auf Anhieb 14 Spieler vom Ortsrivalen Sepahan Isfahan, die das Gerüst des ersten Teams bildeten. In der Saison 1973/1974 spielte der Verein zum ersten Mal in der höchsten iranischen Spielklasse (Takhte Jamshid Cup). Zob Ahan war mit Ausnahme der Saison 1994/1995 immer erstklassig.
Seine größten Erfolge feierte der Verein im nationalen Pokalwettbewerb, dem Hazfi-Cup, den er 2003 und 2009 gewinnen konnte. In der Meisterschaft belegte Zob Ahan in der Saison 2008/09 punktgleich mit Meister Esteghlal Teheran den zweiten Platz. Seinen größten internationalen Erfolg erreichte der Klub 2010 mit dem Erreichen des Finales der asiatischen Champions League, welches jedoch gegen den südkoreanischen Vertreter Seongnam Ilhwa Chunma verloren wurde.

## Erfolge
- Iranischer Vizemeister (2): 2005, 2009
- Iranischer Pokalsieger (2): 2003, 2009
- Iranischer Pokalfinalist (1): 2001
- AFC-Champions-League-Finalist 2010

## Trainer
- Jewgeni Ljadin (1974–1978, 1994–1995)
- Nasser Hejazi (1999–2001)
- Zoran Đorđević (2007–2008)
- Bijan Zolfagharnasab (2007–2008)

## Spieler
- Rahman Rezaei (1996–2001)
- Issa Ndoye (2005–2009)